# Кумук
Кумук (лезг. Кумухъ) — село в Курахском районе Дагестана. Образует сельское поселение село Кумук как единственный населённый пункт в его составе.

## Географическое положение
Расположено на Приморской низменности, анклав Курахского района на территории Дербентского, на реке Гюльгерычай в 27 км к югу от города Дербент.

## История
Село образовано в 1959 году путём переселения жителей села Кумук Курахского района с гор на равнину. Указом ПВС ДССР от 15.12.1975 года на территории Дербентского района, на землях колхоза им. Саида Кучхюрского зарегистрирован новый населённый пункт Кумух.

## Население
| 1989  | 2002  | 2010  | 2012  | 2013  | 2014  | 2015  |
| ----- | ----- | ----- | ----- | ----- | ----- | ----- |
| 421   | ↗821  | ↗1167 | ↘1147 | ↘1146 | ↘1136 | ↘1120 |
| 2016  | 2017  | 2018  | 2019  | 2020  | 2021  | 2023  |
| ↘1116 | ↘1099 | ↘1084 | ↘1071 | ↘1057 | ↘862  | ↘848  |
| 2024  | 2025  |       |       |       |       |       |
| ↘842  | ↘832  |       |       |       |       |       |